# Place John-Fitzgerald-Kennedy
La place John-Fitzgerald-Kennedy, anciennement place Carnot, ou « la placette » pour les El-Biarois, est la place centrale de la commune d'El Biar, délimitée du côté sud par la poste et l'école primaire Moula-Henine (ex-Paul-Bert), du côté ouest par le siège de la mairie, du côté nord par la mosquée Al Khoulafa Arachidine et quelques petits commerces, et du côté est par la rue Djilali-Bounaâma. Le 15 octobre 2022, une plaque commémorative a été installée en hommage à John-Fitzgerald-Kennedy.

## Origine de l'appellation
La place Kennedy s'est vu attribuer cette appellation au lendemain de l'assassinat du président des États Unis, John Fitzgerald Kennedy, le 22 novembre 1963 à Dallas (Texas). La décision de cette attribution avait été prise par le président de la République Ahmed Ben Bella le jour des obsèques nationales de JFK, le 25 novembre 1963, le jour du troisième anniversaire de son fils John Fitzgerald Kennedy Jr. Donner le nom du président américain à la place centrale d’El Biar avait beaucoup de sens pour les Algériens qui ont vécu la guerre d'Algérie. En effet, le président Kennedy, alors sénateur du Massachusetts, avait soutenu l’indépendance de l’Algérie lors de son intervention devant la chambre haute du Congrès des États-Unis, le 2 juillet 1957.

## Visite du frère de Kennedy
Trois ans plus tard, le 23 novembre 1966, son frère Edward Moore Kennedy, appelé aussi Ted, est venu à El-Biar commémorer le troisième anniversaire de cette reconnaissance de l’Algérie au soutien de JFK pour son indépendance. Accompagné dans sa tournée algérienne par le représentant du FLN aux États Unis, M'hamed Yazid, il a également eu l’occasion de s’entretenir avec le président de la République Houari Boumédiène. Toutefois, il n’a pas eu l’occasion de rencontrer le maire d’El Biar, Boukara (dit Benkara) Abdelhamid, en déplacement ce jour-là pour assister à une réunion de travail à la mairie d’Alger. Mais voulant exprimer ses remerciements et ceux de la famille Kennedy, Edward Kennedy a tenu à envoyer un télégramme au maire à partir de la poste d’El-Biar, jouxtant la Place Kennedy, dont voici le contenu (traduit de l’anglais) :

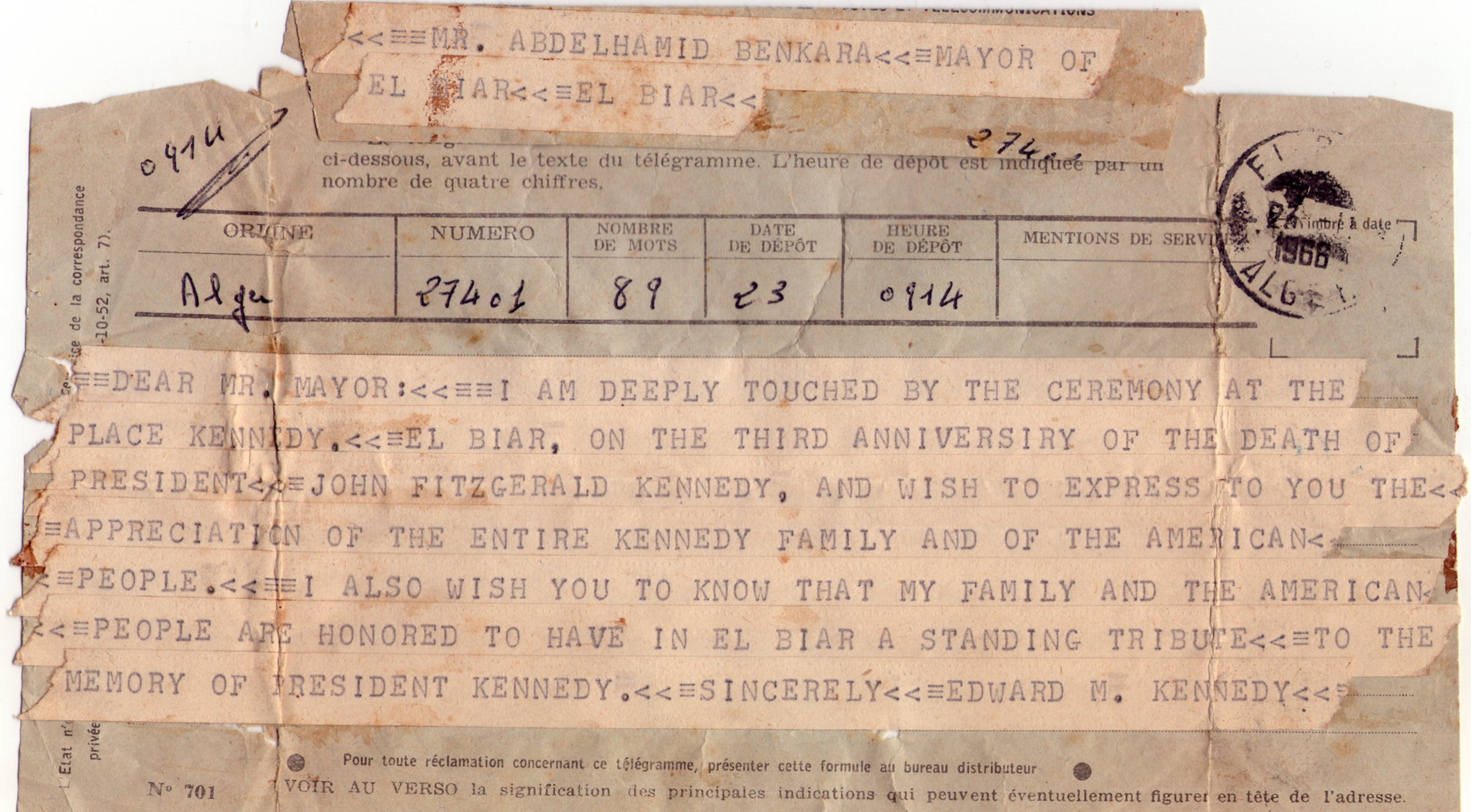
Télégramme de Edward Moore Kennedy envoyé par la poste d'El Biar au maire d'El Biar Boukara (dit Benkara) Abdelhamid le 23 novembre 1966.

« Cher Monsieur le Maire, je suis profondément touché par la cérémonie à la place Kennedy à El Biar, à l'occasion du troisième anniversaire de la mort du président John Fitzgerald Kennedy. Et je souhaite vous exprimer l'appréciation de toute la famille Kennedy et du peuple américain. Je souhaite également que vous sachiez que ma famille et le peuple américain sont honorés d'avoir à El Biar un hommage permanent à la mémoire du président Kennedy. Sincèrement, Edward M. Kennedy ».  